# 中曽根村 (岐阜県)
中曽根村（なかそねむら）は、かつて岐阜県不破郡にあった村である。
現在の大垣市中曽根町などに該当する。

## 歴史
- 1889年（明治22年）7月1日 - 町村制により中曽根村が発足。
- 1897年（明治30年）4月1日 - 静里村、久徳村、荒川村、桧村と合併し、静里村が発足。同日中曽根村は廃止。